# Carlo De Servi
Carlo De Servi (Lucca, 1871 — Roma, 1947) foi um retratista, paisagista e pintor de gênero, dono de uma ótima formação artística - dentro da eclética praticada nas academias europeias- que se dedicou ao magistério e ao decorativismo.
Embora seja pouco divulgado nos estudos acadêmicos de História da Arte, o artista possui uma ampla obra que envolve retratos e pintura decorativa. De Servi executava também, inúmeros trabalhos de decoração em igrejas, edifícios públicos e residências particulares.
Ele está entre os artistas estrangeiros com sedimentada cultura artística, que se fixaram em São Paulo entre o período de 1890 e 1920, mesmo período que os brasileiros Oscar Pereira da Silva e Almeida Júnior. De Servi também está entre os responsáveis pelos primeiros cursos livres que se ocuparam da educação artística (entre 1895 e 1900), juntamente com os de Antonio Carlos Sampaio Peixoto e Carlos Reis.

## Biografia
Natural de Lucca (Itália), Carlo De Servi pertenceu a uma família de pintores e realizou seus estudos de desenho e pintura na Escola de Belas Artes de Lucca, e, mais tarde, em Roma, com o desenhista, aquarelista, pintor e professor ítalo-brasileiro, Alfredo Norfini.
Antes de vir para o Brasil, onde viveu de 1896 a 1925, passou um tempo em Buenos Aires (Argentina) com seu irmão Luigi, pintor de afrescos. Em terras brasileiras, De Servi se radica inicialmente em São Paulo, onde começa a lecionar pintura, deixando inúmeros retratos. Na Galeria do Palácio do Governo, por exemplo, podem ser encontrados alguns exemplares dos retratos de diversos Governadores de Estado. Ao longo de 1896, o pintor realizou uma série de exposições individuais na capital paulista.
Quando estava sem encomendas, De Servi decorava diversas mansões: pintou o teto do teatro São José de Piracicaba, um painel para o saguão da Vila Penteado, decorou a Catedral de Manaus e executou retratos para a Galeria Municipal de Belém do Pará.O pintor integra os acervos do Museu da República e do Museu Nacional de Belas Artes, no Rio de Janeiro, e da Pinacoteca do Estado de São Paulo. Além disso, ele é autor do livro "Lições de Desenho", de 1908.
Grande parte da atividade de Carlo De Servi foi desenvolvida nas cidades de São Paulo e Rio de Janeiro. No país, ele morou também na Bahia, no Pará, no Amazonas e em Pernambuco. Em Recife, por exemplo, exerceu a atividade do ensino, formando alguns jovens, entre os quais se destaca Murilo La Greca, que aprimorou conhecimentos na Itália e residiu algum tempo no Rio quando comparecia assiduamente ao Salão Nacional, onde foi premiado. Já em 1901 foi para Belém, onde estabeleceu contato com o intendente Antonio Lemos e os artistas da terra.
Uma das encomendas religiosas de Carlo De Servi dentro do estado de São Paulo ocorreu na cidade de Jaú, para a Matriz Nossa Senhora do Patrocínio de Jaú, no interior paulista, concluída em 1923. Calixto teria recebido uma encomenda para a decoração desta igreja de Jaú na mesma época, mas ao não concordar em receber do padre menos que o valor combinado, retira-se abandonando o trabalho antes mesmo de começar. Entretanto, Carlo De Servi aceita o trabalho e Calixto é convidado a decorar a Matriz de São João Batista, em Bocaina.
Hoje, as pinturas de De Servi para esta igreja já não existem mais, uma vez que foram cobertas por repinturas de temas diferentes realizadas por outros artistas, na década de 50. Atualmente só restam fotos em preto e branco de suas obras.

## Obras
No início do século XX, pintores estrangeiros, sobretudo italianos radicados no Brasil, como Carlo De Servi, dedicaram-se à pintura de paisagem e produziram obras retratistas de grande qualidade, presentes nas Misericórdias de São Paulo.
Ao longo do tempo, praticamente todas as casas burguesas passaram a ostentar pinturas, seja um retrato na sala de visitas ou uma natureza-morta na sala de almoço. A função social do retrato muda e o mercado de arte se amplia, tanto para os artistas brasileiros como estrangeiros, sobretudo os italianos que visitaram ou se radicaram no Brasil.
No Estado de São Paulo, em especial na capital paulista, esses artistas realizavam exposições com frequência, recebiam encomendas da elite local, circulavam em festas e salões e passaram a incluir seus trabalhos nos acervos locais, privados e públicos. São esses mesmos pintores que também viriam a atuar nas Misericórdias, a exemplo de Karl Ernst Papf, Giuseppe Amisani e Carlo de Servi. Este último, por sua vez, recebia consideráveis encomendas de retratos no país.
Nas Misericórdias de São Paulo e de Santos, por exemplo, há obras nas quais se observa a figura do retratado sobreposta a um fundo simples ou com representação de ambientes, onde aparecem cortinas, tapetes, mesas, livros, cartas e documentos, em evocação à cultura da personagem, ou ainda objetos de prestígio que indicam a profissão ou a influência social do indivíduo, como medalhas e comendas. Além disso, muitas vezes podem ser observadas indicações do empenho do retratado na construção de edifícios ou benfeitorias nas instalações da Santa Casa, como cartas de doações e demais símbolos.
Na Santa Casa de São Paulo, onde todos os retratos produzidos no século XIX são do tipo 2/3, Carlo De Servi foi um dos muitos pintores que produziram os retratos dos beneméritos, enquadrando-se na qualidade de retratista. Participaram também Almeida Júnior, Ernst Papf, Tony Koegl, Oscar Pereira da Silva e Paulo do Valle Júnior. As imagens pintadas afirmam o caráter da identidade grupal de uma elite, por meio de sinais que ligam os representados a seu status social, projetando uma imagem sóbria, com gestos e poses que evidenciam características de seriedade, sabedoria e inteligência, virtudes desejáveis em um grupo dirigente e que podem servir de modelo cívico.

## Estilo e técnica
Assim como os demais pintores italianos, De Servi estava acostumado a pintar ao ar livre quando se tratava de uma paisagem, o que tornava seus quadros mais luminosos e espontâneos, sem a preocupação de muitos detalhes, especialmente no fundo.
Caracterizada por tons alegres e pinceladas largas, as pinturas de Carlo De Servi ficavam muitas vezes sem acabamento ou então, com o fundo somente esboçado. Este modo de apresentar uma tela era muito avançado para os compradores paulistas, que a consideravam inferior a uma francesa, que geralmente era acabada e apresentava muitos detalhes. Além disso, pelo fato dos paulistas estarem acostumados com as paisagens que tinham pintado na Europa enquanto se especializavam na Academia, as obras de Carlo, que fixavam trechos da cidade e arrabaldes, eram consideradas, por eles, temas muito pobres.
Antes de realizar sua primeira grande exposição na cidade de Belém, no Pará, em 1909, Carlo De Servi teve que ter uma carta publicada nos jornais para apresentar às autoridades religiosas da época, de forma a mostrar sua bagagem de pinturas sacras.
A primeira impressão que o público teve da exposição de De Servi foi que o pintor era um enamorado da luz, uma vez que ela se destacava em todos os aspectos, fazendo efeitos que eram reconhecidos como intencionais, mas comum à escala e de muita sutileza, que pareciam as gradações naturais do tempo. Na época, De Servi foi chamado pela crítica não só de colorista, mas também de um “iluminista à maneira italiana” com grande facilidade, como é comum em pintores de sua escola.
De Servi contrastava jogando com a luz natural e artificial e com a sombra, tirando excelentes resultados e oferecendo efeitos com alguns valores que se harmonizam pela fusão das tintas mais opostas, restando em relevos e transparências que não se suspeitariam, dada a diversidade de manchas, vista isoladamente e de perto.
O pintor italiano conseguiu refletir na pintura o seu temperamento, baseando-se em técnicas da escola alemã e espanhola, o que pode ser percebido quando ele utiliza a pincelada larga. Essa técnica foi aclamada pela imprensa e pelo público como a melhor obra da exposição Scismando. No mesmo estilo se destacaram os quadros “Documentos Históricos”, figura em meio a tamanho natural de um velho frade franciscano examinando antigos pergaminhos eclesiásticos, assim como o busto “Cabeça de Marinheiro” e a obra “O retrato de Puccini e Fascinação”.
Dentre as obras que também foram expostas em Belém, podemos citar “O mestiço”, qualificada como antropológica e naturalista, no sentido científico da figura; “Desejos”, a cabeça de uma mulher; “Descanso”, perfil de uma dama frívola que  reflete nos traços parados uma morbidez indolente. A exposição de Carlos De Servi ficou instalada no foyer do Theatro da Paz, em Belém, por 15 dias.

### Algumas de suas obras
A tela mais importante pintada por Carlo De Servi é “A Morte do Barão do Rio Branco", encomendada pelo Itamaraty e hoje presente no Museu da República (Palácio do Catete). Ela é uma sugestiva documentação histórica pintada com cuidadosos efeitos e cuja composição reúne muitas personalidades.
A figura foi o objetivo nas obras a que De Servi mais dedicou sua maestria, como devem ser citadas 'A Cabocla', 'O Bispo de Alvarenga', ''Doutores da Igreja', 'Arte e Pátria', 'Socorro aos Doentes de Sorocaba', 'Documentos Históricos' e 'Descanso do Tropeiro', esta última na Pinacoteca do Estado de São Paulo, dentre muitas outras que se distribuem em prédios públicos e residenciais.
Já a obra-prima "Arte e Pátria", pintada em 1900, é um óleo sobre tela de 90,5 cm por 63,3 cm, que faz parte do acervo do Museu de Arte de Belém (MABE), no Pará. Ela retrata a velada mulher de Sansebastiano e foi adquirida pela Intendência juntamente com os mais caros elementos simbólicos da República. A representação da mulher artesã da pátria é parte de um projeto mais amplo também desenhado na época por vários artistas sob comando do mecenato estatal.

### Veridiana Prado
Durante o século XIX, o retrato foi um gênero pictórico bastante desenvolvido, permitindo a ascendência de uma elite branca que se mostrava desejosa de tal tipo de distinção social. O gosto neoclássico de influência europeia vigente, porém, não conseguiu entrar em sintonia com os retratos brasileiros, que causaram surpresa e estranhamento ao apresentarem a peculiaridade de um estilo artístico mais próximo do Realismo – como visto em Veridiana Prado.
Neste quadro há a representação mais severa e indiferente à ostentação da idade acentuada pelos cabelos grisalhos, vincos nos cantos da boca, assim como ausência de maquiagem e retoques.
Figuras como a de Veridiana Prado tornam-se “matriarcas imortalizadas”, devido à estética realista do retrato. Neste sentido, além de exibir as marcas do tempo (de uma vida difícil e laboriosa), a força desse modelo estético estava contida na própria representação não só de homens, mas especialmente na de mulheres dignas e honradas.
Parte da imagem da identidade nacional ligada ao feminismo, a obra é negada por Tarsila do Amaral em sua obra “A Negra”, de 1923, em que rejeita a  idealização tanto da ferrenha e discreta matriarca paulista tão rígida para vigiar o cafezal quanto a ordem familiar, como a Dona Veridiana Prado, de Carlo de Servi, bem como a igualmente assexuada Mariana, alegoria positivista da República Brasileira, de Décio Villares (1851-1931).

## Decoração

### Igreja de Santa Cecília
Dom Duarte exerceu seu mecenato religioso através da contratação de artistas como Benedito Calixto de Jesus, Oscar Pereira da Silva, Gino Catani e Carlo De Servi para decorarem a Igreja de Santa Cecília. Apesar de não haver documentos que comprovem o mecenato em questão, propõe-se sua forte existência neste período, através das inúmeras encomendas de Dom Duarte a artistas como Benedito Calixto. Como não foram encontrados documentos que comprovem a participação de De Servi, é possível que ele tenha trabalhado em equipe.
O planejamento da decoração feito por estes artistas demonstra uma perfeita adequação da pintura à arquitetura planejada por Giulio Micheli e revela uma adequação teológica, histórica e simbólica integrada à piedade visual, visto que tal adequação permite a apreensão religiosa do espaço sagrado vivenciado pelo fiel. 

### Teto da Capela do Santíssimo
Carlo De Servi, Benedito Calixto de Jesus e Oscar Pereira da Silva criaram, no universo iconoclástico, uma nova linguagem dentro da Igreja Romanizadora e da Primeira República.  De Servi realizou apenas uma única pintura para a Capela do Santíssimo - capela de pé direito bastante reduzido em relação ao restante da Igreja de Santa Cecília, que acompanha os vitrais de Conrado Sorgenicht, feitos para interagir e harmonizar a decoração da igreja.  A obra “Cristo Santíssimo” dialogou fortemente com as de Calixto, através de um percurso imbricado pela teologia e seus símbolos, conforme vistos na própria arquitetura de Giulio Micheli. Desta forma, o percurso foi criado de forma a arrebatar o fiel, através da imagem, das missas, dos sermões e da música proveniente do órgão de tubos da Igreja de Santa Cecília.
A tela, retangular de formato abobadado traz Cristo entronizado, sentado em um trono muito semelhante aos utilizados por Oscar Pereira da Silva em seus Santos Evangelistas, o que permite supor que havia uma circulação de desenhos entre ambos. É possível observar que Cristo possui uma auréola enorme que envolve todo o seu corpo, e que possui uma cruz, da qual se veem apenas parte dos dois braços e um pequeno fragmento da parte vertical. Além disso, em volta da cabeça de Cristo ainda se vê um pequeno nimbo dourado, com uma cruz grega inserida. Deste modo, sugere-se uma adequação aos anseios de Dom Duarte na representação, devido à constância dos nimbos dourados com cruz grega.
A única fonte presente que pode confirmar esta pintura apresenta uma atribuição de autoria errônea, afirmando que se trata de uma pintura feita por Benedito Calixto de Jesus, fato que não se confirma devido à presença da assinatura de De Servi na obra, assim como pelo estilo de sua pintura: enquanto Calixto adota uma fatura mais lisa e com pincéis menos carregados de tinta, o artista italiano apresenta uma fatura mais monumentalizada, tendendo ao escultórico, conforme se pode observar nos anjos e no manto de Cristo.
Teologicamente, a pintura de Carlo De Servi funciona dentro de um espaço restrito, atendendo os fiéis em suas orações mais prementes, ao mesmo tempo em que fornece a Capela do Santíssimo, um local de silêncio, contemplação e de vitória, pois cabe lembrar que sobre as duas portas que lhe dão acesso estão encimadas por duas pinturas de Benedito Calixto, trazendo o tema dos Funerais de Santa Cecília, localizado no presbitério e pela cena do martírio de Pedro Correa e João de Souza, localizada no transepto direito. Desta forma, em um processo de piedade visual, a imagem desempenharia seu papel dentro do todo da decoração da Igreja de Santa Cecília, além de apresentar ao fiel a imagem de Dom Duarte Leopoldo e Silva, o permitindo sentir sua presença.

## Prêmios
Carlo De Servi participou diversas vezes da Exposição Geral de Belas Artes, conquistando medalha de ouro de terceira classe em 1899, grande medalha de prata em 1912 e foi membro de júri em 1913.
Além disso, em 1908, o pintor foi agraciado com uma medalha de prata na Exposição Nacional pela apresentação da obra “Arte e Pátria”. 